# Бугарска старокалендарска православна црква
Бугарска старокалендарска православна црква је старокалендарска деноминација у Бугарској, чији је постанак везан за прелазак Бугарске православне цркве - Бугарске патријаршије на нови календар 1968. године. Архимандрити Серафим (Алексијев), Сергије (Јазаџијев), Пантелејмон (Старицки), јеромонах Серафим (Дмитријевски), игуманија Серафима (кнегиња Ливен) и целокупно сестринство манастира „Покров Пресвете Богородице“ из софијског кварта Књажево, једини су изразили јавни протест. Четири поменута свештеника, након што су смењени са својих дужности, повлаче се у манастир „Покров Пресвете Богородице“ у Софији. Након тога поменути манастир је имао проблема у односу са Светим синодом БПЦ (забрана манастиру да израђује и продаје свеће, иконе и др.), и управа манастира се обраћа за помоћ Руској заграничној цркви, која нуди своју помоћ око финансирања манастира. Због страха комунистичких власти да не би дошло до интернационализације овог проблема и нарушавања имиџа Бугарске у свету, исте власти врше притисак на врх БПЦ да ублажи свој однос према манастиру. Тако се десило да са дозволом бугарског патријарха Максима, у манастиру су се богослужења и даље обављала према старом календару и уз литургијско помињање бугарског патријарха, али „иза затворених врата“ (без присуства јавности). Крајем 1992. године поменути манастир „Покров Пресвете Богородице“ се одвојио од Бугарске патријаршије и постао средиште Бугарске старокалендарске цркве, коју предводи епископ Фотије Сиромахов, ученик и васпитаник познатог бугарског теолога архимандрита Серафима Алексијева.
Бугарска старокалендарска православна црква је 2002. године канонизовала архиепископа богучарског Серафима (Собољева), руског епископа (РПЦЗ, РПЦ) задуженог за руске избеглице у Бугарској, у Бугарској познатог по крајњем конзервативизму и противљењу екуменизму.
Бугарска старокалендарска православна црква тренутно има 19 свештеника, 3 ђакона, 17 храмова и 9 капела (од тога 5 у Софији), манастир Покрова Пресвете Богородице (65 монахиња) у Софији, један мушки манастир са неколико скитова (20 монаха) и 16 парохија.
Црква нема литургијско-молитвеног општења ни са једном помесном православном црквом. Од 1994. до 2006. године одржавала је пуно литургијско-молитвено општење са Руском заграничном црквом. Пуне литургијско-молитвене односе данас одржава са Руском заграничном црквом (под омофором митрополита Агатангела), Румунском старокалендарском православном црквом и Грчком старокалендарском црквом (Синод у отпору).